# 앙리 드 몽테를랑
앙리 밀롱 드 몽테를랑(Henry Marie Joseph Frédéric Expedite Millon de Montherlant, 1895년 4월 20일 ~ 1972년 9월 21일)은 프랑스의 소설가 및 극작가다.
파리의 귀족 명문의 집안에서 태어나 젊어서부터 투우나 축구를 좋아하였고, 1914년 처녀희곡 <주방>을 쓴 후 소설로 전환했으나, 1938년 이토킨에 의해 상연된 <파지파에>에 이어, 1942년 코메디 프랑세즈의 무대에 오른 <죽은 여왕>으로 큰 성공을 거두었다. 이후, <산티아고의 수도원장> <마라테스타> <포르 루아얄> <브로세리양드> <돈 환> <스페인 추기경>, 아직 상연되지 않은 <내란> 등에 의해 코메디 프랑세즈의 중심적 현대작가가 되었다. 작풍(作風)은 라신과 비슷하며, 투명하고 시적인 문체로 고전적인 법칙을 지키고, 단순하고 명쾌한 줄거리로 내면적 드라마를 묘사해내고 있다. 종교적인 소재를 많이 취하면서 드라마는 오히려 인간의 고독과 세계의 무의미를 분명히 전달하고 있다.